# Conrad Bornhak
Conrad Bornhak, född 21 mars 1861 i Nordhausen, död 9 februari 1944 i Berlin, var en tysk jurist.
Bornhak blev privatdocent vid Berlins universitet, 1893 amtsdomare i Prenzlau och 1894 i Berlin samt 1898 extra ordinarie professor vid därvarande universitet och lärare i stats- och folkrätt vid krigsakademien. 
Bornhak ombesörjde de kommenterade författningseditionerna "Die Verfassung des Deutschen Reiches vom 11. VIII. 1919" (andra upplagan1921) och "Die Verfassung des Freistaates Preußen vom 30. XI. 1920" (1921).